# Why Not (canción de Hilary Duff)
Why Not (¿Por Qué No?), es el sencillo debut de la cantante pop Hilary Duff, lanzado el 15 de abril de 2003, por la compañía Disney International para promocionar la película The Lizzie McGuire Movie y primer sencillo promocional de su álbum debut Metamorphosis. En enero de 2004, la compañía Hollywood Records relanza el sencillo en el Reino Unido, junto con el sencillo Come Clean.

## Información de la canción
El sencillo se estrena mundialmente en la transmisión de Disney Channel del 23 de junio. En su estreno batió récord de sintonía con más de 3,2 millones de espectadores y fue promovida fuertemente por Disney. La canción llega a MTV cuando un espectador la solicitó en el programa de MTV "Total Request Live". "Why Not" se convirtió inmediatamente en un éxito de masas y debuta en la demostración del día siguiente en el puesto nº10. Alcanza la posición 5 y permanece por 25 días en el conteo.
Cobra gran éxito también en Disney y se posiciona en el primer lugar en la petición de Radio Disney y Nickelodeon, convirtiéndose en un verdadero éxito. En términos de ventas del sencillo manejó cifras altas para ser un sencillo debut, logró vender alrededor de 800 000 unidades del sencillo en todo el mundo. Fue popular en Estados Unidos pero no entra en Billboard Hot 100, aunque si se convirtió en un verdadero éxito en Australia, Nueva Zelanda, Canadá, Reino Unido y los Países Bajos, entrando en las primeras 20 posiciones de las listas de cada uno de dichos países.

## Vídeo
El vídeo fue dirigido por Elliot Lester, y fue hecho en la azotea de un rascacielos en Los Ángeles, en el aparece Hilary cantando, el clip está entremezclado con escenas de la película de Lizzie McGuire.
Para el 2007 se lanza una nueva versión del vádeo, la cual fue incluida en el DVD de la versión Deluxe del álbum Dignity de la cantante, quitando las escenas de la película Lizzie McGuire.

## Lista de temas
1. Why Not
2. Why Not [McMix]
3. I Can't Wait [Dance Mix]
4. Why Not (Video)

### "Come Clean" / "Why Not" [UK]

#### UK - CD: 1
1. "Come Clean"
2. "Why Not"

#### UK - CD: 2
1. "Come Clean"
2. "Come Clean [Joe Mermudez & Josh Harris Main Mix]"
3. "Come Clean [Cut to the Chase Club Mix - Radio Edit]"
4. "Come Clean" [Video]
5. Galería de fotos

## Listas
| Chart                 | Posición |  |
| --------------------- | -------- |  |
| Australia ARIA Top 40 | 14       |  |
| Nueva Zelanda Top 40  | 15       |  |
| Países Bajos Top 40   | 20       |  |
| Reino Unido Top 75    | 18       |  |
| Tokio Top 100         | 76       |  |
| México Top 100        | 22       |  |

### Trayectoria en las listas
| Posición | 31 | 29 | 16 | 14 | 20 | 15 | 16 | 20 | 23 | 23 | 20 | 31 | 33 | 39 | 40 |

- Datos: Q2631730